# Formica di Burano
Le Formica di Burano (que l'on pourrait traduire par Rocher de Burano), est un îlot rocheux de la mer Tyrrhénienne inclus dans l'Archipel toscan.
Il se trouve au large de la côte, face à la lagune de Burano dite Lago di Burano, au sud-ouest du promontoire d'Ansedonia et à l'est du hameau de Porto Ercole sur la commune de Monte Argentario.
L'îlot rocheux est un lieu d'immersion très apprécié des passionnés de plongée sous-marine.

## Sources de traduction
- (it) Cet article est partiellement ou en totalité issu de l’article de Wikipédia en italien intitulé « Formica di Burano » (voir la liste des auteurs).